# ديدييه سيغرس
ديدييه سيغرس هو لاعب كرة قدم بلجيكي في مركز الدفاع، ولد في 21 فبراير 1965 في Berchem-Sainte-Agathe ‏ في بلجيكا. لعب مع كيه في ميخيلين.

## وصلات خارجية
- ديدييه سيغرس على موقع قاعدة بيانات كرة القدم.إي يو (الإنجليزية)
- ديدييه سيغرس على موقع عالم كرة القدم.نت (الإنجليزية)